# Charles Delporte
Charles Jules Delporte (Ixelles, 1893. március 11. – Forest, 1960. október 9.) olimpiai és világbajnok belga vívó.

## Sportpályafutása
Párbajtőr és kard fegyvernemekben is versenyzett, de nemzetközileg jelentős eredményeit párbajtőrvívásban érte el. Az 1924-es párizsi olimpián egyéniben aranyérmet, a belga csapattal ezüstérmet nyert.